# 楠妣庵観音寺
楠妣庵観音寺（なんぴあんかんのんじ）は、大阪府富田林市にある臨済宗妙心寺派の寺院。山号は峰條山。本尊は千手観音。

## 歴史
当寺は、楠木正行が延元4年/暦応2年（1339年）に崩御した後醍醐天皇を悼み、河内国石川郡甘南備にある峰條山の一角の地を浄め、後醍醐天皇の念持仏であった千手観音を安置した「峰條山観音殿」と称する仏堂を建立したのが起源とされる。
正平3年/貞和4年（1348年）に開基とされる正行とその弟正時が四條畷の戦いで討死した後、二人の母で楠木正成正室である久子は観音殿があった当地に草庵を結び隠棲した。久子は敗鏡尼と称し、念持仏の十一面観音を奉祀して夫と息子、一族の菩提を弔いつつ16年間の余生を過ごした。
久子の入寂後、正行の弟楠木正儀は不二房行者（藤原藤房、後の授翁宗弼か）を住持させて、観音殿を改め観音寺とし、楠木一族の香華寺としたとされる。
後には戦火によって当寺は焼失したりしている。
江戸時代に、甘南備の松尾家が真言宗無本寺であった観音寺の除地として久子の遺跡を守れるよう寺社奉行に届出たことから、観音寺は楠妣庵と称された草庵と共に、江戸時代を通して松尾家の所有であったようである。享保年間（1716年 - 1736年）までは尼僧を住持させて護持されていたが、明治時代となった1873年（明治6年）に廃寺とされた。
廃寺跡は甘南備の尾花和市の所有に帰することになり、久しく田畑として利用されていたが、1915年（大正4年）2月、岐阜県益田郡下原村（現・岐阜県下呂市金山町）出身の篤志家加藤鎮之助によって購入されることになり、1917年（大正6年）5月に楠妣庵と称する草庵が、東京帝国大学教授・帝国芸術院会員伊東忠太博士の設計により、鎌倉時代末期の建築様式に則り復元された。
1922年（大正11年）には同じく鎮之助により本堂も再建され、池上慧澄（柏蔭室湘山老大師、臨済宗大学学長）が住持として請われ晋山、約半世紀を経て再興が果たされた。また、東宮であった裕仁親王（昭和天皇）がここに行啓している。1932年（昭和7年）2月には、石神會元（三光亭老大師、恵林寺貫主）が住持として請われ晋山した。

## 境内
- 本堂 - 1922年（大正11年）再建。
- 書院 - 1928年（昭和3年）建立。
- 庫裏「恩光閣」 - 1932年（昭和7年）建立。客殿でもある。昭和天皇の御大典大礼の建物を宮内省より下賜、移築されたもの。
- 楠妣会館 - 檀信徒会館。1990年（平成2年）落成。
- 加藤鎮之助像 - 胸像。当寺を再建した人物。
- 秩父宮殿下御手植のクスノキ - 富田林市指定保存樹木。
- 南江久子の墓
- 楠木一族の供養塔 - 七重石塔。
- 観音堂 - 1917年（大正6年）5月に伊東忠太博士の設計により再建。久子の念持仏である十一面観音が祀られている。
- 草庵「楠妣庵」 - 1917年（大正6年）5月に伊東忠太博士の設計により再建。久子が隠棲した草庵。
- 南門 - 1991年（平成3年）建立。裏参道に通じる。
- 大楠公像 - 楠木正成の像。
- 山門 - 1964年（昭和39年）再建。楠公夫人六百年祭の際、山梨県甲州市の恵林寺塔頭青松軒の山門を移築したもの。栗材、四脚門。
- 楠母子像 - 久子と楠木正行の像。1935年（昭和10年）落成。岩崎光仁作。

## 前後の札所
河内西国霊場
19 観音寺　-　20 楠妣庵観音寺　-　21 叡福寺
楠公史跡河南八勝第二蹟

## 所在地
- 大阪府富田林市大字甘南備1103

## アクセス
- 近鉄長野線富田林駅から4市町村コミバス東條線（富田林市レインボーバス、近鉄バス運行委託）で「甘南備」下車すぐ。